# 로베르토 팔라시오스
로베르토 카를로스 팔라시오스 메스타스(스페인어: Roberto Carlos Palacios Mestas, 1972년 12월 28일 ~ )는 페루의 전 축구 선수로, 과거 미드필더로 활약하였다.

## 같이 보기
- A매치 100경기 이상 출전한 축구 선수 명단